# Molophilus (Molophilus) pleuralis
Molophilus (Molophilus) pleuralis is een tweevleugelige uit de familie steltmuggen (Limoniidae). De soort komt voor in het Palearctisch gebied.